# БІЧ-20

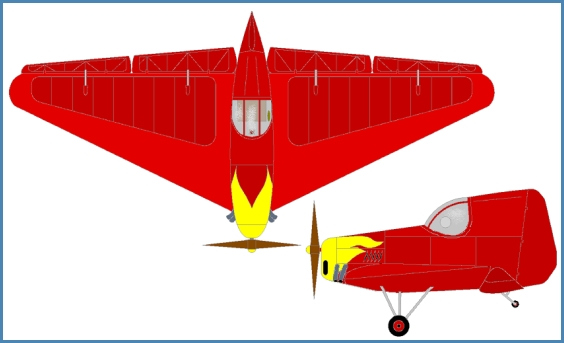
БІЧ-20

БІЧ-20 — авієтка конструкції Бориса Черановського, побудована в 1938 році.

## Проєкт
У 1938, ТСОАВІАХІМ оголосив конкурс на проект легкого літака. Для участі в конкурсі, Борис Черанівський створив одномісцевий спортивний літак на пляжі-20 піонерів. Це була розробка добре налагодженого ПЛЯЖУ-7 а літак і представлений Low-план з трапецієподібні крила і двигун «OBIE Dunn» (20 HP) або «Блекберн Tortit» (18 HP). Шасі було незбирано пірамідальної. Висота рульове колесо і alerons був перевернутий профіль. Вертикальні оперення були обтіканя замкнутої кабіни і знаходився в потоці з натягування пропелера.
За словами тестера Віктора Расторгуєва, літак в його льотних характеристиках не мав різниці від літака класичного контуру, був легко працювати і мав гарний огляд.

## Технічні характеристики польотів
- Розмах крил, м — 6,90
- Літак довжину — 3,60
- Площа крила, м2 — 9,00
- Маса, кг:
  - Порожні літаки — 176
  - Максимальний зліт — 280
- Двигун — 1 ДД Балакоберн Томіт
- Потужність, к. с. — 18
- Максимальна швидкість, км/г — 160
- Екіпаж, людина — 1